# Турабьево (Щёлково)
Турабьево — бывшая деревня, сейчас микрорайон города Щёлково Московской области.

## География
Расположена на левом берегу реки Клязьмы к востоку от центра города.
Включает в себя часть Заречной улицы, а также Луговой и Полевой переулки.
Есть Турабьевское болото.

## История
Впервые упоминается в 1472 году как село Турабьевское, в 1492 году было уже селом Турабьево и являлось владением митрополита. Название происходит от личного имени Турабей (или от фамилии Турабьев).
В «Экономических примечаниях» 1782 года — сельцо Турабьево.
В середине XIX века сельцо Турабьево относилось ко 2-му стану Богородского уезда Московской губернии и принадлежало надворному советнику Акулине Ивановне Корадулевой. В деревне было 22 двора, 70 душ мужского пола и 72 женского, а также шелковая фабрика купцов Фомичевых.
В «Списке населённых мест» 1862 года Туробьева (Турабьево) — владельческая деревня 2-го стана Богородского уезда Московской губернии по левую сторону от Стромынского тракта (из Москвы в Киржач), в 26 верстах от уездного города и 4 верстах от становой квартиры, при реке Клязьме, 22 двора и 144 жителя (69 мужчин, 75 женщин), а также фабрика на владельческой Туробьевской мызе.
В 1869 году Турабьево — сельцо Гребеневской волости 3-го стана Богородского уезда с 26 дворами, 24 деревянными домами и 82 жителями (33 мужчины, 49 женщин), из них 5 грамотных мужчин. Имелось 5 лошадей, 10 единиц рогатого скота и 1 мелкого, а также 62 десятины и 1247 саженей земли, из которой 60 десятин пахотной. Рядом находилась Турабьевская мыза с 1 полукаменным зданием, 34 жителями (27 мужчин, 7 женщин), из них 10 грамотных мужчин и 2 женщины. Имелась 1 лошадь и 1 единица рогатого скота, а также 12 десятин земли и шелковоткацкая фабрика.
Включена в состав Щёлкова в 1954 году.

## Население
По материалам Всесоюзной переписи населения 1926 года — деревня Щёлковского сельсовета Щёлковской волости Московского уезда в 1 км от Стромынского шоссе и в 3,5 км от станции Щёлково Северной железной дороги, проживал 151 житель (64 мужчины, 87 женщин) в 27 крестьянских хозяйствах.

## Инфраструктура
В 1913 году в сельце Турабьево — 21 двор.

## Транспорт
Общественный транспорт отсутствует.